# Sikorsky S-20
Il Sikorsky S-20 (in caratteri cirillici Сикорски С-20), noto anche come RBVZ S-XX (РБВЗ С-XX) dalla sigla dell'azienda costruttrice, fu un caccia monomotore biplano sviluppato dall'allora azienda russo imperiale Russo-Baltique (RBVZ) negli anni dieci del XX secolo.
Progettato da Igor' Ivanovič Sikorskij, a quel tempo a capo dell'ufficio tecnico dell'azienda, pur essendo stato realizzato in soli cinque esemplari, fornendo quindi un limitato apporto allo sforzo bellico complessivo, venne impiegato dai reparti da caccia della Imperatorskij voenno-vozdušnyj flot, la componente aerea dell'Esercito imperiale russo durante la prima guerra mondiale risultando il miglior caccia di cui i russi riuscirono a dotarsi durante il conflitto.

## Storia del progetto
Con lo scoppio della prima guerra mondiale ed il coinvolgimento dell'arma aerea nelle operazioni belliche, la necessità delle forze armate dell'Impero russo di disporre di un'adeguata flotta costrinse i vertici militari a farne richiesta all'estero o ad acquistare delle licenze di produzione per avviare una propria industria aeronautica.
Tra queste vi era la RBVZ il cui ufficio di progettazione della divisione aeronautica era allora diretto da Igor Sikorsky, il futuro fondatore della Sikorsky Aircraft dopo essersi trasferito negli Stati Uniti d'America, che già aveva avviato la produzione in serie del bombardiere strategico Sikorsky Ilya Muromets. Alla metà del 1916, con la necessità di adeguare le capacità dei modelli da caccia ai pari ruolo coinvolti nel conflitto, Sikorsky avviò il progetto di un nuovo velivolo che venne sviluppato con il coinvolgimento diretto di Nikolaj Nikolaevič Polikarpov che ne seguì le ultime fasi. Il nuovo modello, identificato come S-20, era un velivolo di impostazione classica ma in linea con le tecnologie aeronautiche più recenti, che attingeva all'esperienza acquisita nella costruzione su licenza dei francesi Nieuport 17, monomotore in configurazione traente, monoposto con velatura biplana e carrello fisso.
Il prototipo venne portato in volo per la prima volta nella seconda parte del 1916 riuscendo a raggiungere prestazioni in velocità massima superiori ai modelli Nieuport allora in servizio in Russia, inferiori solo di poco ai britannici Vickers F.B.19 appena introdotti. Benché messo in produzione dal settembre di quell'anno non è chiaro il motivo per cui ne furono costruiti quantità ridotte: le fonti consultate affermano diverse ipotesi tra le quali la priorità data alla costruzione dei bombardieri Ilya Muromets, riflettendosi su un ordine di fornitura per solo cinque esemplari o la confusione creatasi a conseguenza della caduta del regime zarista e della decisione di Sikorsky di lasciare l'azienda, con la quale aveva un contratto già scaduto dall'aprile 1917, per trasferirsi in Nord America.
Nel 1917 ne venne pianificata anche una versione idrovolante a scarponi, identica se non per la sostituzione del carrello d'atterraggio con una struttura a cui faceva capo una coppia di galleggianti. Benché ne fosse stata iniziata la costruzione non venne mai terminata.

## Utilizzatori
Russia
- Imperatorskij voenno-vozdušnyj flot